# PJ Dozier
Perry "PJ" Dozier Jr. (Carolina do Sul, 25 de outubro de 1996) é um jogador americano de basquete profissional que joga no Sacramento Kings da National Basketball Association (NBA).
Ele jogou basquete universitário na Universidade da Carolina do Sul e jogou basquete profissional pelo Oklahoma City Blue, Maine Red Claws e Windy City Bulls da G-League e pelo Oklahoma City Thunder e Denver Nuggets.

## Carreira universitária
Em sua última temporada na Spring Valley High School, ele foi nomeado para o McDonald's All-American Boys Game de 2015 e marcou 14 pontos. A ESPN o classificou como o 21º melhor recruta de sua classe e ele se comprometeu com a Universidade da Carolina do Sul. Seu pai, Perry Dozier, foi jogador de basquete na Carolina do Sul na década de 1980.
Em sua segunda temporada na Carolina do Sul, junto com Sindarius Thornwell, Dozier foi uma parte importante da improvável aparição no Final Four do Torneio da NCAA. Na derrota por 77-73 para Gonzaga na Final Four, Dozier teve 17 pontos.
Na conclusão de sua segunda temporada, Dozier anunciou sua intenção de renunciar às suas duas últimas temporadas de elegibilidade universitária e se declarar para o Draft da NBA de 2017.

## Carreira profissional

### Oklahoma City Thunder (2017–2018)
Depois de não ter sido selecionado no Draft de 2017, Dozier assinou com o Los Angeles Lakers para o Summer League. 
Ele assinou um contrato com o Dallas Mavericks em 8 de agosto de 2017. Ele foi dispensado em 14 de outubro de 2017, antes de assinar um contrato bidirecional com o Oklahoma City Thunder. De acordo com os termos do acordo, Dozier dividiu o tempo entre o Thunder e o seu afiliado da G League, o Oklahoma City Blue. Em 8 de fevereiro de 2018, Dozier faria sua estreia na NBA em uma derrota para o Los Angeles Lakers.

### Boston Celtics (2018–2019)
Em 21 de agosto de 2018, Dozier assinou um contrato bidirecional com o Boston Celtics.
Em fevereiro de 2019, ele foi nomeado para a Primeira-Equipe da G-League. Em 30 de junho de 2019, os Celtics se recusou a prorrogar seu contrato, tornando-o um agente livre irrestrito.
Em 4 de julho, Dozier foi incluído no time da Summer League do Philadelphia 76ers.

### Denver Nuggets (2019–2022)
Em 13 de agosto de 2019, Dozier assinou um contrato de um ano com o Denver Nuggets.
Ele foi designado para o Windy City Bulls no início da temporada da G-League. Em 11 de janeiro de 2020, Dozier registrou 32 pontos, nove assistências, oito rebotes, dois roubos de bola e um bloqueio na vitória por 120-112 sobre o Fort Wayne Mad Ants. Em 15 de janeiro, sua estreia nos Nuggets, Dozier marcou 12 pontos ao substituir o lesionado Jamal Murray.
Em 30 de junho, o Denver Nuggets converteu seu contrato de duas vias em um contrato de vários anos.
Em 23 de novembro de 2021, durante uma derrota por 100-119 para o Portland Trail Blazers, Dozier rompeu o ligamento cruzado anterior esquerdo. No dia seguinte, foi confirmado que a ruptura terminou a sua temporada.

### Retorno a Boston (2022–Presente)
Em 19 de janeiro de 2022, Dozier foi negociado com o Boston Celtics em uma troca de três equipes que também envolveu o San Antonio Spurs.

## Estatísticas

### NBA

#### Temporada regular
| Ano      | Equipe        | PJ  | PT | MPJ  | AP   | 3P   | LL   | RT  | AS  | BR | TO | PPJ |
| -------- | ------------- | --- | -- | ---- | ---- | ---- | ---- | --- | --- | -- | -- | --- |
| 2017–18  | Oklahoma City | 2   | 0  | 1.5  | .500 | –    | –    | .5  | .0  | .0 | .0 | 1.0 |
| 2018–19  | Boston        | 6   | 0  | 8.5  | .381 | .250 | .500 | 2.8 | .8  | .3 | .0 | 3.2 |
| 2019–20  | Denver        | 29  | 0  | 14.2 | .414 | .347 | .724 | 1.9 | 2.2 | .5 | .2 | 5.8 |
| 2020–21  | Denver        | 50  | 6  | 21.8 | .417 | .315 | .636 | 3.6 | 1.8 | .6 | .4 | 7.7 |
| 2021–22  | Denver        | 18  | 0  | 18.9 | .364 | .313 | .769 | 3.5 | 1.6 | .6 | .3 | 5.4 |
| Carreira | Carreira      | 105 | 6  | 12.9 | .415 | .306 | .657 | 2.4 | 1.2 | .4 | .1 | 4.6 |

#### Playoffs
| Ano  | Equipe | PJ | PT | MPJ  | AP   | 3P   | LL   | RT  | AS  | BR | TO | PPJ |
| ---- | ------ | -- | -- | ---- | ---- | ---- | ---- | --- | --- | -- | -- | --- |
| 2020 | Denver | 12 | 0  | 10.4 | .424 | .250 | .571 | 1.5 | 1.0 | .2 | .2 | 3.2 |

### Universitário
| Ano      | Equipe         | PJ | PT | MPJ  | AP   | 3P   | LL   | RT  | AS  | BR  | TO | PPJ  |
| -------- | -------------- | -- | -- | ---- | ---- | ---- | ---- | --- | --- | --- | -- | ---- |
| 2015–16  | South Carolina | 34 | 28 | 19.0 | .381 | .213 | .544 | 3.0 | 2.1 | 1.0 | .4 | 6.7  |
| 2016–17  | South Carolina | 36 | 36 | 28.7 | .407 | .298 | .597 | 4.8 | 2.8 | 1.7 | .3 | 13.9 |
| Carreira | Carreira       | 70 | 64 | 23.8 | .394 | .255 | .570 | 3.9 | 2.4 | 1.3 | .3 | 10.3 |

Fonte:

## Vida pessoal
Dozier é primo de segundo grau do falecido Reggie Lewis, ex-jogador do Celtics que morreu de insuficiência cardíaca. Enquanto membro do Oklahoma City Thunder, Dozier vestiu a camisa número 35 em homenagem a Lewis. O tio de Dozier, Terry Dozier, jogou pelo Charlotte Hornets da NBA.
O pai de Dozier, Perry, e seu tio, Terry, jogaram basquete na Universidade da Carolina do Sul. Sua irmã mais velha, Asia, também jogou basquete na Carolina do Sul.